# Willy Ehlers
Wilhelm „Willy“ Ehlers (* 3. März 1905 in Hopen, Dithmarschen; † 1941 in Russland) war ein deutscher Politiker (NSDAP) und Gaupresseamtsleiter.

## Leben und Wirken
Ehlers war Bankbeamter. Zum 26. November 1926 trat er in die NSDAP ein (Mitgliedsnummer 47.792) und gründete die NSDAP-Ortsgruppe St. Michaelisdonn. 1927 wurde er Kreisleiter im Dithmarschen. Er war 1928, in Zusammenarbeit mit Bodo Uhse und dem „stellvertretenden Gauleiter“ und Ortsgruppenleiter der NSDAP Paul Schneider, an der Gründung der Schleswig-Holsteinischen Tageszeitung in Itzehoe beteiligt, deren Provinzredaktion er leitete.
Nach der Entlassung von Bodo Uhse 1930 wurde Ehlers Hauptschriftleiter der Zeitung, 1933 des NS-Gauverlages. Er wohnte kurze Zeit im Haus Lessingstraße 8, dem gleichen als sein Kollege Bodo Uhse, mietete sich später ein Zimmer in der Nähe der Redaktion am Koriansberg 4. Er übernahm die Leitung des Landesverbandes Schleswig-Holstein im Reichsverband der Deutschen Presse. Gleichzeitig war er für die NSDAP Stadtverordneter in Itzehoe.
Ehlers kandidierte auf dem Wahlvorschlag der NSDAP auf dem hinteren Platz mit der Nummer 677 bei der Wahl zum Deutschen Reichstag am 12. November 1933, zog aber nicht in den nationalsozialistischen Reichstag ein.
Er starb im Herbst 1941 als „Sonderführer“ in Russland.